# Estación Conscripto Bernardi
Conscripto Bernardi es una estación de ferrocarril ubicada en la localidad del mismo nombre del Departamento Federal en la Provincia de Entre Ríos, República Argentina. 

## Servicios
Se encuentra precedida por la Estación Sauce de Luna y le sigue Estación El Cimarrón.